# Berbere (woreda)
Berbere est un des 180 woredas de la région Oromia, en Éthiopie.

## Présentation
Ce woreda est caractérisé par des hautes terres vallonnées au nord et des basses terres au sud. Le mont Wereba est le point culminant ; d'autres sommets importants incluent le mont Siru. Les rivières comprennent la Dumale, la Doya, la Hawas et la Hambala, qui sont des affluents de la rivière Ganale Dorya. Une enquête sur les terres de ce woreda montre que 20,5% sont arables (4,3% étaient cultivés), 36,4% des pâturages, 41,7% des forêts ou une végétation dense, et les 1,4% restants sont considérés comme marécageux, dégradés ou autrement inutilisables. Le khat , les piments , les fruits et les légumes sont d'importantes cultures de rente. Avec plus de 5 000 hectares cultivés, le café est également une importante culture.
Au moment du rapport régional d'Oromia, il n'y avait pas d'industrie dans ce woreda. Il y avait 12 associations d'agriculteurs avec 4491 membres, mais aucune coopérative de services d'agriculteurs. En 1997 , une route rurale était en construction pour relier Berbere au woreda voisin de Goro. Environ 3,7% de la population totale a accès à l'eau potable.
Ce woreda a été sélectionné par le ministère de l'Agriculture et du Développement rural en 2003 comme l'une des nombreuses zones de réinstallation volontaire des agriculteurs des zones surpeuplées. Avec Gaserana Gololcha et Meda Welabu , Berbere est devenu le nouveau foyer pour un total de 5219 chefs de famille et 19 758 membres de la famille.

## Sources
- (en) Cet article est partiellement ou en totalité issu de l’article de Wikipédia en anglais intitulé « Berbere (woreda) » (voir la liste des auteurs).